# Guibemantis flavobrunneus
Guibemantis flavobrunneus är en groddjursart som först beskrevs av Rose M.A. Blommers-Schlösser 1979.  Guibemantis flavobrunneus ingår i släktet Guibemantis och familjen Mantellidae. IUCN kategoriserar arten globalt som livskraftig. Inga underarter finns listade i Catalogue of Life.